# Cagiva
La Cagiva Motor S.p.A. è stata una casa motociclistica italiana. Ha la sua sede a Varese.
Nata nel 1950 a Varese da Giovanni Castiglioni, originariamente come azienda produttrice di minuteria metallica; è nel mondo delle corse dal 1978, quando i fratelli Claudio e Gianfranco Castiglioni rilevano la società AMF-Harley Davidson in liquidazione dandole il nome dell'azienda di famiglia. Il nome deriva dall'acronimo tra il nome del fondatore e la sede degli impianti, significa infatti CAstiglioni GIovanni VArese. Nel 2011 l'azienda passa al figlio di Giovanni, Claudio.

## Storia

### Gli inizi

Il primo logo Cagiva, della primavera del 1978: l'elefantino distintivo è posto innanzi al numero uno tricolore, ereditato da Aermacchi-HD.

Cagiva entrò nel mercato motociclistico nel 1978, dapprima con una scuderia di due moto da corsa affidate a Gianfranco Bonera e Marco Lucchinelli, subito dopo aver rilevato lo stabilimento di Schiranna nel quale venivano prodotte le AMF-Harley Davidson (e prima ancora le Aermacchi).
Fino al 1980 la produzione, in base agli accordi, venne contrassegnata con il marchio HD-Cagiva prima di passare al solo nome della società italiana. In breve venne conosciuta sul mercato internazionale come la casa dell'elefantino, dalla presenza dello stesso nel marchio di fabbrica, simbolo portafortuna selezionato nel dopoguerra da Giovanni Castiglioni.
Per i primi anni di attività la commercializzazione di modelli diversificati tra stradali, enduro e cross fu limitata alle piccole cilindrate, nel 1983 incominciò ad entrare nel settore media-alta cilindrata, con l'adozione di motori Ducati.

### L'acquisto di Ducati, Moto Morini e Husqvarna
Alla ricerca di una più consistente quota di mercato, nella seconda metà degli anni ottanta, Cagiva attua un ampio piano industriale di espansione acquisendo Ducati, Moto Morini e Husqvarna.
In particolare grazie alla guida di Claudio Castiglioni e al designer Massimo Tamburini, la casa varesina rilanciò la storica azienda bolognese Ducati, da poco acquisita ed entrata a far parte del gruppo. Furono prodotti in questi anni di controllo Cagiva alcuni modelli molto noti, come la Ducati 916 e la Ducati Monster, nata dalla matita di Miguel Galluzzi.
Cagiva nel 1992 intraprese anche un nuovo progetto industriale: rilanciare il marchio MV Agusta, ormai dimenticato, con un progetto ambizioso: creare una moto super sportiva con motore a 4 cilindri in grado di battersi con la migliore concorrenza.
La moto fu presentata al pubblico nel 1997 al Salone di Milano: si chiamava F4 750: il suo design divenne uno dei punti di riferimento per ricercatezza e pulizia delle linee, inoltre l'esclusività, la qualità della componentistica, la cura dei particolari e il rigore ciclistico fecero definire la F4 come "Ferrari" delle due ruote.

### Le vendite e l'acquisizione
Alla fine degli anni novanta la Cagiva vendette prima Ducati (nel 1996) e poi Moto Morini (nel 1999); un decennio dopo (nel 2007) venne venduta anche la Husqvarna alla BMW.
L'11 luglio 2008, dopo che il marchio Cagiva era stato incorporato nel MV-Agusta Group, il gruppo è stato acquisito dalla Harley-Davidson per circa 70 milioni di euro (109 milioni di dollari). Nell'ottobre 2009, tuttavia, Harley-Davidson ha deciso di rivendere MV Agusta, cedendola nell'agosto 2010 proprio a Claudio Castiglioni, fondatore del marchio Cagiva, il quale è deceduto il 17 agosto 2011 lasciando l'azienda in mano al figlio Giovanni, che già conduceva l'azienda da circa un anno.
In seguito tutti i modelli a marchio Cagiva sono usciti dal catalogo, in quanto tutti gli sforzi produttivi e progettuali sono stati concentrati sul marchio "premium" MV Agusta.

## Centro Ricerche Cagiva
Il Centro Ricerche Cagiva, poi ridenominato Centro Ricerche Castiglioni, è stato fondato nel 1987 a San Marino ed è un centro di sviluppo motociclistico dal quale sono prodotti i modelli Cagiva e MV Agusta, oltre ai modelli da competizione.
Il compito del centro è la creazione di nuovi prodotti e della loro realizzazione dai bozzetti all'industrializzazione vera e propria, mentre la sede centrale di Varese si riserva la gestione dello studio e la definizione delle parti speciali.

## Motomondiale, Motocross, Dakar
Cagiva, con il suo reparto Cagiva Corse ha avuto un importante ruolo nelle competizioni sportive internazionali: dal Motomondiale, al Motocross, alle competizioni Dakar.
Il settore dove Cagiva ha avuto il maggiore successo è stato nella Dakar e nel Motocross, con molti titoli piloti e costruttori vinti. Nel motomondiale ha avuto un percorso meno costante, riuscendo tuttavia ad aggiudicarsi alcuni gran premi.

### Le competizioni: Rally Dakar (Paris-Dakar)

Edi Orioli nel 1994 con la Elefant motorizzata Ducati, con cui in quell'anno darà a Cagiva la seconda vittoria alla Parigi-Dakar

Cagiva debutta in questo campionato nel 1985 con il modello Elefant, equipaggiato da un bicilindrico Ducati (marchio all'epoca parte del gruppo varesino) e guidato da Hubert Auriol, il quale aveva abbandonato il team BMW, con cui aveva vinto il titolo nel 1983, per sposare il progetto italiano. La moto, inizialmente spinta da un propulsore 650 cm³, è curata, progettata e assistita in gara da Roberto Azzalin e il suo staff. Dopo un inizio di alta classifica, una rottura meccanica fa concludere l'annata all'ottava posizione.
Gli anni successivi la moto cambia la livrea in Lucky Explorer, senza migliorare le prestazioni per via dei ritiri dei piloti, delle squalifiche o per problemi alle coperture.
La svolta si ha nel 1990, anno in cui Edi Orioli vince la sua seconda Dakar, la prima per Cagiva. In quest'anno la moto presentava molte innovazioni, dal motore Ducati portato a 900 cm³ all'iniezione elettronica. Cagiva vince e porta due piloti italiani sul podio, con Alessandro De Petri terzo classificato (che riesce a conquistare cinque tappe) e il settimo posto di Arcarons (vincitore di due speciali).
L'anno successivo Cagiva conquista il quinto posto di Arcarons, mentre Cyril Neveu si ritrova venticinquesimo per via di problemi elettrici. Nel 1992, Cagiva riesce a piazzarsi seconda, terza e quarta rispettivamente con Laporte, Arcarons e Morales, mentre Orioli si ritrova settimo e Trolli decimo.
Nel 1994, stante un cambio di regolamento che impone mezzi derivati dalla produzione al posto dei precedenti prototipi, la Elefant di serie viene elaborata da CH Racing: vengono applicati i carburatori Kehin e migliori sospensioni. Con questa moto Cagiva domina il campionato, concludendo con Orioli vincitore della Dakar per la terza volta, dopo una combattuta lotta con Arcarons.
L'anno successivo, nel 1995, viene introdotto il GPS, la lotta si fa più serrata e la Cagiva conclude seconda e terza, rispettivamente con Arcarons e Orioli. Parteciperà anche alle Dakar successive, ma si piazzerà sempre tra il sesto e il settimo posto, lasciando infine la corsa dopo l'edizione del 1997.

### Le competizioni nel Motocross
Cagiva è entrata in questo campionato nel 1979, con moto subito performanti. Le vittorie arriveranno nella classe 125, arrivando a sfiorarle in due occasioni anche nella classe 250.
Nel campionato 125 la Cagiva a partire dal 1984 con Corrado Maddii si avvicina al titolo piloti, che viene perso per via di un infortunio all'ultima gara di campionato a Ettelbruck, e così si deve accontentare della seconda posizione, mentre nel 1985 Pekka Vehkonen e nel 1986 Dave Strijbos sono vincitori del titolo piloti in sella alle Cagiva WMX.
Nel 1987 arriva seconda perdendo l'ultima gara, mentre la casa ottiene il titolo costruttori nel 1985, 1986 e 1987- Con queste vittorie la Cagiva interrompe le troppe vittorie consecutive della Suzuki sia costruttori che piloti (essendo Cagiva la seconda casa ad aver vinto sia il titolo piloti che costruttori).
Nel campionato 250 Cagiva piazza il suo pilota Pekka Vehkonen al secondo posto del mondiale del 1987 e 1988, sempre in sella alla WMX 250.
Nonostante i buoni risultati, decide di ritirarsi dalle corse di motocross alla fine del '88.
In queste competizioni Cagiva ottiene 2 titoli Piloti, e 3 titoli costruttori, tutti nella classe 125 (MX2), inoltre ottiene 4 secondi posti nel titolo piloti, di cui due nella classe 125 e due nella classe 250, interrompendo l'egemonia Suzuki nella classe 125.

### Le competizioni nel motomondiale

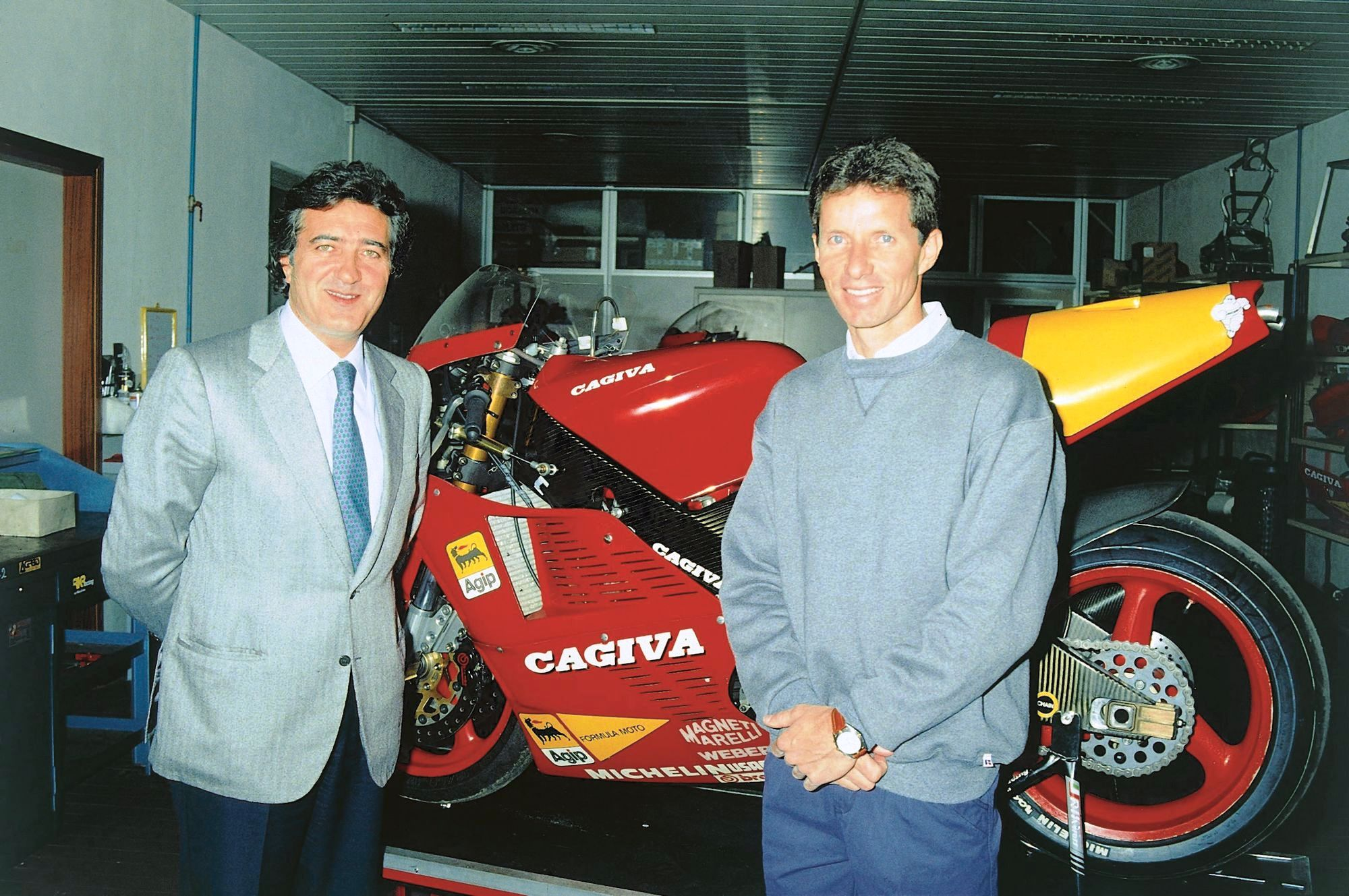
Da sinistra: Claudio Castiglioni ed Eddie Lawson nel reparto corse Cagiva nell'inverno 1990-91, in posa davanti alla C590 in versione full carbon usata nel Gran Premio di Cecoslovacchia 1990

La Cagiva inizia la sua avventura nel Motomondiale nel 1977 come sponsor del Team Life, l'anno successivo invece si ha una partecipazione come team, partecipando alle classi 250, 350, 500 e 750, riprendendo anche i vecchi modelli del reparto corse Aermacchi Harley-Davidson, detentrici di tre titoli nella classe 250 e uno in 350.
Nel 1979 partecipa come squadra utilizzando una Suzuki RG 500
Nel Motomondiale 1980 con la classe 500 ritornata classe regina, si ha la 1C2 (un ibrido su base Yamaha TZ 500), nel Motomondiale 1981 si produce la 2C2, che questa volta è interamente costruita dalla Cagiva, mentre a partire dal Motomondiale 1982 con la 3C2, guidata da Jon Ekerold (fresco campione mondiale della classe 350 nel 1980 a bordo di una Bimota), si riesce ad ottenere il primo punto in assoluto per Cagiva, con il 10º posto ad Hockenheim (ultima gara della stagione).
Nel Motomondiale 1983 con la nuova 4C3 si sperimenta un telaio particolare che verrà rivisto durante la stagione, dove il motore diventa elemento stressato, che però rende la moto inguidabile e compromette la stagione, nel 1984 la moto riesce a sviluppare 132 CV, e conquista il decimo posto al GP di Jugoslavia.
Nel Motomondiale 1985 la C10 adotta un motore V4 di 90° a due alberi motore controrotanti e alimentazione a lamelle (invece dei dischi rotanti delle versioni precedenti), mentre il telaio segue lo schema Deltabox delle Yamaha ufficiali; con questa moto la Cagiva riesce a prendere punti.
Nel Motomondiale 1987 la nuova moto, la C587, ora completamente rossa e pronta in occasione della quarta prova del mondiale, il GP delle Nazioni, si dimostra subito all'altezza della situazione; il nuovo 4 cilindri ha la V da 56°, sempre con gli alberi motore controrotanti, il telaio ha ancora una struttura di tipo Deltabox ma più piccolo del precedente. Nel GP del Brasile, il belga Didier de Radiguès conclude al quarto posto.
Nel Motomondiale 1988 la C588, che monta pneumatici Pirelli, ha un motore più snello, un telaio rinforzato e al posteriore monta un forcellone curvo per permettere d'avere le espansioni dei cilindri anteriori allo stesso lato. Il pilota Randy Mamola ottiene solo un settimo posto al GP d'Italia. Successivamente Massimo Tamburini disegna una carenatura più filante, di tipo sigillato (novità assoluta) che migliora la competitività della moto, la stagione continua con il terzo posto in Belgio a Spa (primo podio per Cagiva), sotto la pioggia, il quarto in Jugoslavia e il sesto in Francia al Paul Ricard.

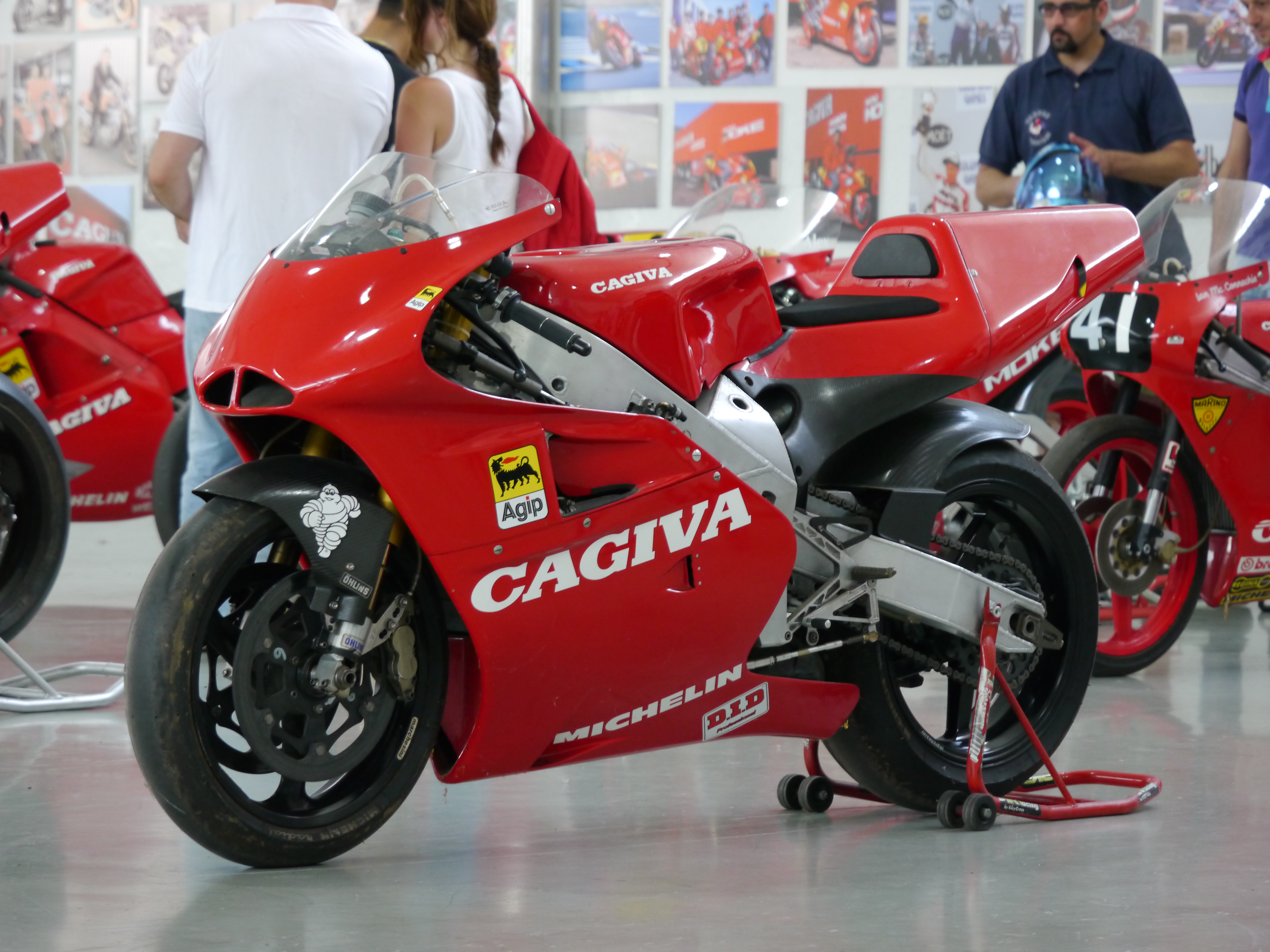
La C594 per il Mondiale 500

L'88 risulta anche l'unica annata di presenza di Cagiva in 125, con una monocilindrica pilotata da Pier Paolo Bianchi e dal britannico Ian McConnachie. Il migliore piazzamento della moto sarà un 4º posto al "Nazioni" di Imola con Bianchi, diciannovesimo nella classifica finale (McConnachie finirà 28°).
Nel Motomondiale 1989 è presentata la C589, più leggera e potente, ma la stagione non è positiva. Nel 1990 la C590 (pilotata, oltre che da Mamola, anche da Alex Barros e Ron Haslam) cade svariate volte e la stagione non viene risollevata nemmeno dalla novità tecnica, mostrata in occasione del GP di Cecoslovacchia, di una C590 con telaio e forcellone in fibra di carbonio.
Nel Motomondiale 1991 approda in squadra Eddie Lawson che fa crescere la moto, conquistando il 6º posto assoluto in classifica generale e nel 1992 realizza il sogno della Cagiva, con la prima vittoria nel motomondiale, in Ungheria, ma il campione si ritira dalle competizioni motociclistiche l'anno stesso.
Nel Motomondiale 1993 la Cagiva è sempre protagonista con la V593 e vince il Gran premio statunitense a Laguna Seca con John Kocinski (ingaggiato a fine stagione).
Nel Motomondiale 1994 con la C594 è ancora meglio (risultando la stagione più vincente), con John Kocinski che sale sette volte sul podio, vince il Gran Premio d’Australia e conquista il terzo posto in classifica generale.
La Cagiva si ritirerà a fine 1994, con un'ultima presenza al Gran premio d'Italia 1995 (pilota Pierfrancesco Chili).
Nella sua carriera nel motomondiale Cagiva ha conquistato 3 vittorie, 12 podi, 6 pole position e 3 giri più veloci in gara.

## Modelli Cagiva

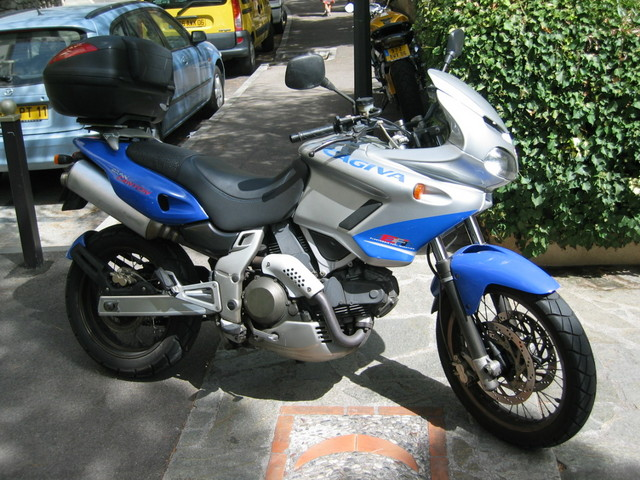
Una Cagiva Gran Canyon

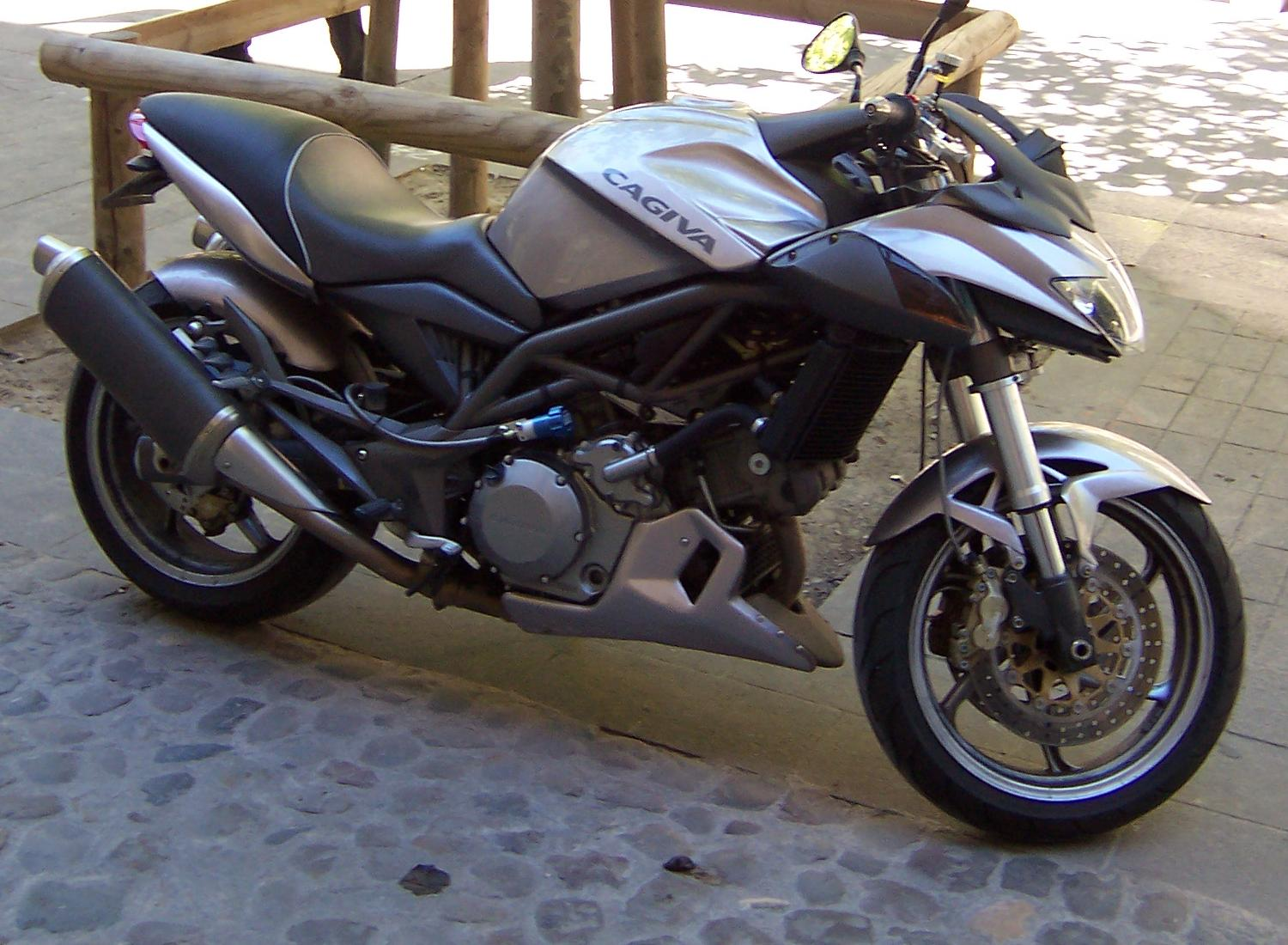
Una Cagiva V-Raptor

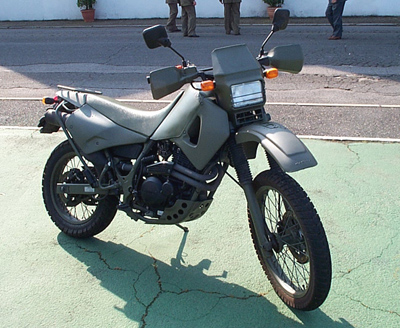
Una Cagiva W12 350 in dotazione all'Esercito italiano

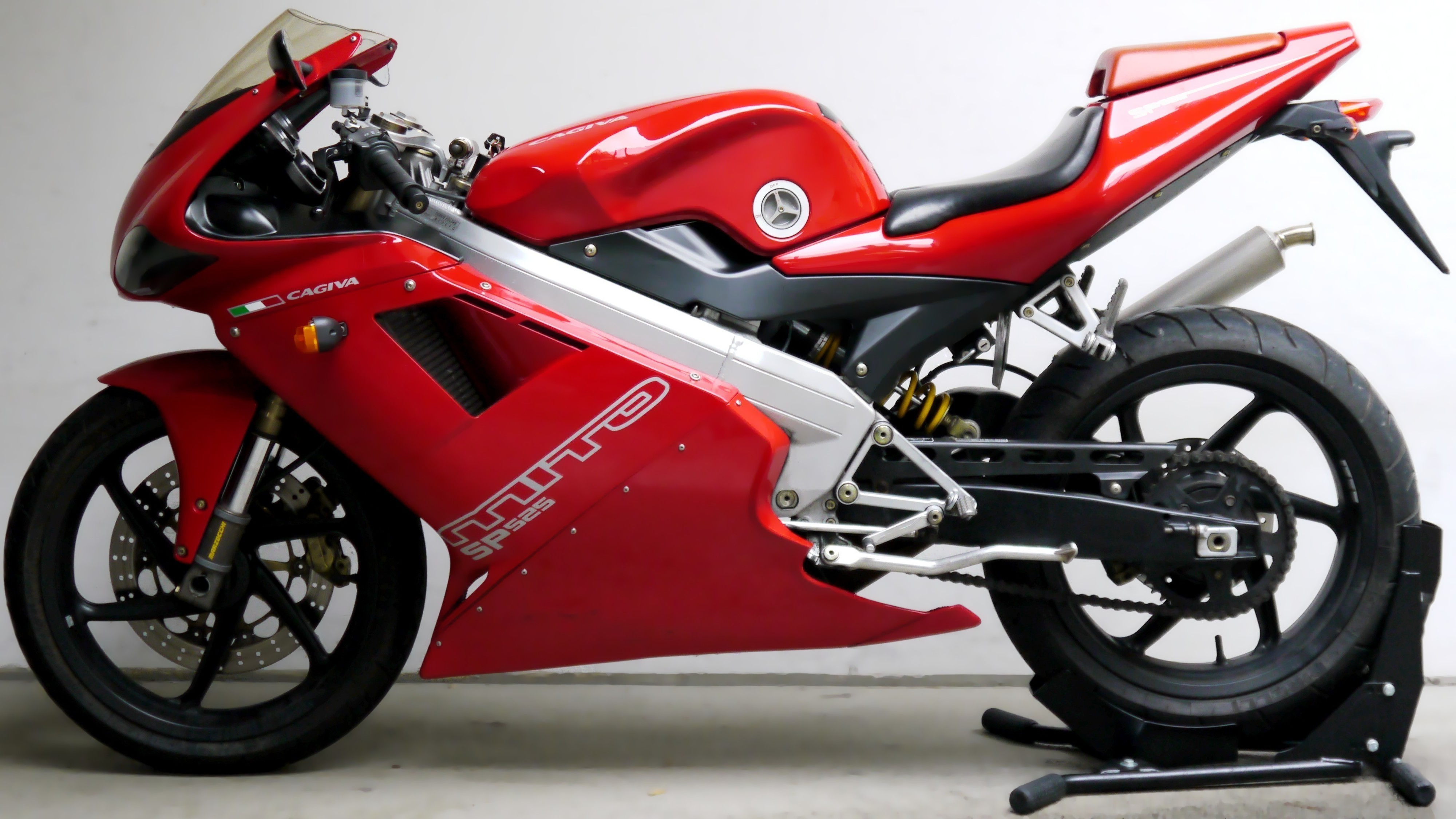
Una Cagiva Mito SP525

### Modelli da competizione
- Cagiva 125 GP
- Cagiva 1C2
- Cagiva 2C2
- Cagiva 3C2
- Cagiva 4C3
- Cagiva C9
- Cagiva C10
- Cagiva C587
- Cagiva C588
- Cagiva C589
- Cagiva C590
- Cagiva C591
- Cagiva C592
- Cagiva C593
- Cagiva C594
- Cagiva F4
- Cagiva WMX
- Cagiva WRX

### Modelli storici
- Cagiva Ala Blu (1983 / 1985)
- Cagiva Ala Verde (1986 / 1987)
- Cagiva Alazzurra (1984 / 1986)
- Cagiva Aletta Oro (1985 / 1987)
- Cagiva Aletta Rossa (1983 / 1988)
- Cagiva Blues (1987 / 1993)
- Cagiva Canyon (1995 / 2002)
- Cagiva City (1991 / 1995)
- Cagiva Cocis (1988 / 1991)
- Cagiva Cruiser (1987 / 1989)
- Cagiva Cucciolo (1998 / 1999)
- Cagiva Elefant (1984 / 1998)
- Cagiva Freccia (1987 / 1991)
- Cagiva Gran Canyon (1995 / 2000)
- Cagiva K (1990 / 1993)
- Cagiva Mito (1990 / 2012)
- Cagiva Mito SP525 (2008 / 2012)
- Cagiva N 1 (1995 / 1996)
- Cagiva N 90 (1990 / 1991)
- Cagiva Navigator (2000 / 2005)
- Cagiva Passing (1994 / 1998)
- Cagiva Planet (1997 / 2003)
- Cagiva Prima (1992 / 1999)
- Cagiva Raptor (2000 / 2012)
- Cagiva River (1995 / 2009)
- Cagiva Roadster (1994 / 2001)
- Cagiva SST (1975 / 1986)
- Cagiva SST Low Rider (1983 / 1984)
- Cagiva Stella
- Cagiva Super City (1991 / 2001)
- Cagiva SXT (1975 / 1984)
- Cagiva Tamanaco (1988 / 1991)
- Cagiva T4 (1987 / 1991)
- Cagiva W (1991 / 2001)

## Albo d'oro

### Rally Dakar
| Anno | Vincitore  | Motocicletta   |
| ---- | ---------- | -------------- |
| 1990 | Edi Orioli | Cagiva Elefant |
| 1994 | Edi Orioli | Cagiva Elefant |

### Campionato Italiano Velocità
| Anno | Categoria | Vincitore           |
| ---- | --------- | ------------------- |
| 1990 | Open      | Pierfrancesco Chili |
| 1991 | Open      | Marco Papa          |
| 1992 | Open      | Marco Papa          |
| 1994 | Supermono | Luca Pasini         |

### Campionato mondiale di motocross
- classe 125

| Anno | Vincitore      | Motocicletta |
| ---- | -------------- | ------------ |
| 1985 | Pekka Vehkonen | Cagiva WMX   |
| 1986 | David Strijbos | Cagiva WMX   |

### Campionato mondiale costruttori motocross
- classe 125
  - 1985, 1986, 1987